# Kenny Poole
Kenny Poole (* 5. Oktober 1947 in Cincinnati; † 27. Mai 2006 ebenda) war ein US-amerikanischer Jazzgitarrist.
Poole begann mit 14 Jahren Gitarre zu lernen, nachdem er Chet Atkins’ Album Fingerstyle Guitar gehört hatte. Ab 1966 arbeitete er als professioneller Studiomusiker und spielte im Laufe seiner Karriere mit Groove Holmes, Jack McDuff, Mark Murphy, Barney Kessel, Herb Ellis, Jimmy Raney, Mundell Lowe, Tal Farlow, Joe Pass, Howard Alden, Jimmy Bruno, Jack Wilkins, Frank Vincent und Mark Elf. Poole, der zuletzt im Raum Cincinnati lebte, legte drei Alben unter eigenem Namen vor, East Meets West (im Duo mit Gene Bertoncini), Su’s Four (im Duo mit Cal Collins) und For George, ein Tributalbum für seinen Mentor George Van Eps.